# Секстина (тверда форма)
Секстина — тверда строфічна форма із шести строф та шести одинадцятискладників у кожній.

Кожна нова строфа повторює кінцеві слова попередньої строфи. Секстина пишеться на рими, які вжито в першому секстеті, у наступних 5 закінчення рядків повторюються в послідовності 6-1-5-2-4-3 по відношенню до попередньої строфи (з шостого рядка попереднього у перший рядок наступного, з п'ятого — в другий і т. д.) — застосовується принцип управління римою, званий retrogradatio cruciata.

Завершує секстину тривірш, в якому повторюються всі її шість ключових слів. Секстина вважається віршованою формою поетів-трубадурів і веде своє походження від кансони. Вважається, що секстину винайшов Арнаут Данієль. Класичне завершення вона отримала в творчості Данте і Петрарки.
Секстиною називають також шестирядкову строфу подовженого (п'ятистопного чи шестистопного) ямба, яка складається з чотиривірша з перехресним римуванням та двовірша (диптиха) із суміжним римуванням також за схемою ababcc.